# Kazuhiro Suzuki
Kazuhiro Suzuki (født 16. november 1976) er en tidligere japansk fodboldspiller.
Han har spillet for flere forskellige klubber i sin karriere, herunder JEF United Ichihara og Kyoto Purple Sanga.